# Ophthalmoptera undulata
Ophthalmoptera undulata är en tvåvingeart som beskrevs av Friedrich Georg Hendel 1914. Ophthalmoptera undulata ingår i släktet Ophthalmoptera och familjen fläckflugor.
Artens utbredningsområde är Bolivia. Inga underarter finns listade i Catalogue of Life.